# Kevin Lisbie
Kevin Lisbie (Hackney, 17 ottobre 1978) è un ex calciatore giamaicano, di ruolo attaccante.

## Carriera

### Club
Cresciuto nel Charlton Athletic, nel 2007, dopo dodici anni passati nelle file della società londinese, viene ceduto all'Ipswich Town in cambio di £ 600.000. Dopo un paio di stagioni passate in prestito, si trasferisce al Leyton Orient.

### Nazionale
Tra il 2002 ed il 2004 ha totalizzato complessivamente 10 presenze e 2 reti con la maglia della nazionale giamaicana.

## Palmarès

### Club

#### Competizioni nazionali
- Campionato inglese di seconda divisione: 1

Charlton: 1999-2000